# Meerle
Meerle is een dorp in de Belgische provincie Antwerpen en een deelgemeente van de stad Hoogstraten. Meerle was een zelfstandige gemeente tot aan de gemeentelijke herindeling van 1977.

## Toponymie
Het toponiem "Meerle" bestaat uit twee woorddelen, namelijk meer en -le.
- Het woorddeel Meer is afkomstig van het Germaanse woord mari, dat meer, moeras of waterplas betekent.
- Het woorddeel -le is vermoedelijk afgeleid van het Germaanse woord lauha, dat bosje op hoge zandgrond betekent.

De naam Meerle kan dan ook vertaald worden als bosrijke en moerassige streek.

## Geschiedenis
Het eerste schriftelijk bewijs van bewoning stamt uit het jaar 992. In een akte uit dit jaar is er sprake van een schenking van enkele goederen te Baarle, de parochie waar het dorp op kerkelijk vlak eeuwenlang toe behoorde, aan de abdij van Thorn. De naam Meerle zelf verschijnt voor het eerst in een akte uit 1223 toen in de toenmalige kapel een benificie gesticht werd. Het wereldlijk bestuur was in handen van de heren van Breda. De macht van de hertogen van Brabant nam toe in de 13e eeuw, ten koste van de Baronie. In de 14e eeuw (tussen 1312 en 1333) kwam Meerle aan het Land van Hoogstraten, dat een leen was van de hertogen van Brabant.
Ergens tussen 1369 en 1400 werd Meerle een onafhankelijke parochie en kwam dus op kerkelijk gebied los van Baarle te staan. In 1796 kwam aan de invloed van de Abdij van Thorn een einde.
Vanaf midden 19e eeuw werden de woeste gronden, voorheen eigendom van de familie Salm-Salm, ontgonnen door enkele industriëlen, zoals de families Jacquemyns en Voortman. Ook werden de wegen verbeterd en vanaf 1899 verbond een tramlijn Meerle met Hoogstraten.
Op 1 januari 1977 werd Meerle een deelgemeente van de fusiegemeente Hoogstraten.

## Geografie

### Kernen
De deelgemeente Meerle bestaat uit Meerle (centrum) en de gehuchten Meersel en Dreef (tegenwoordig spreekt men van Meersel-Dreef).

### Topografie
Meerle heeft een oppervlakte van 24,63 km². Het dorp grenst grotendeels aan Nederland.

## Bezienswaardigheden

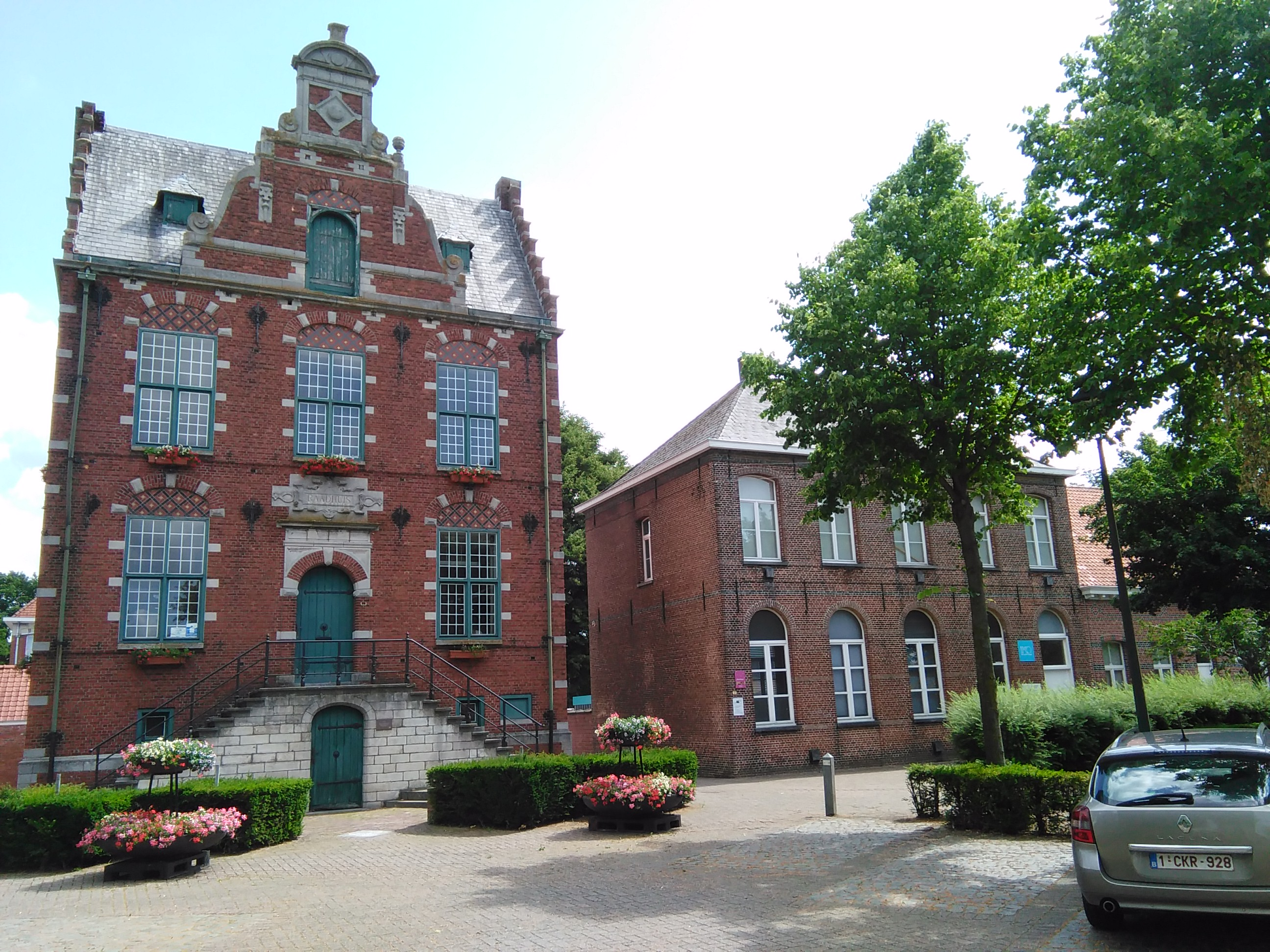
Raadhuis en de jongensschool

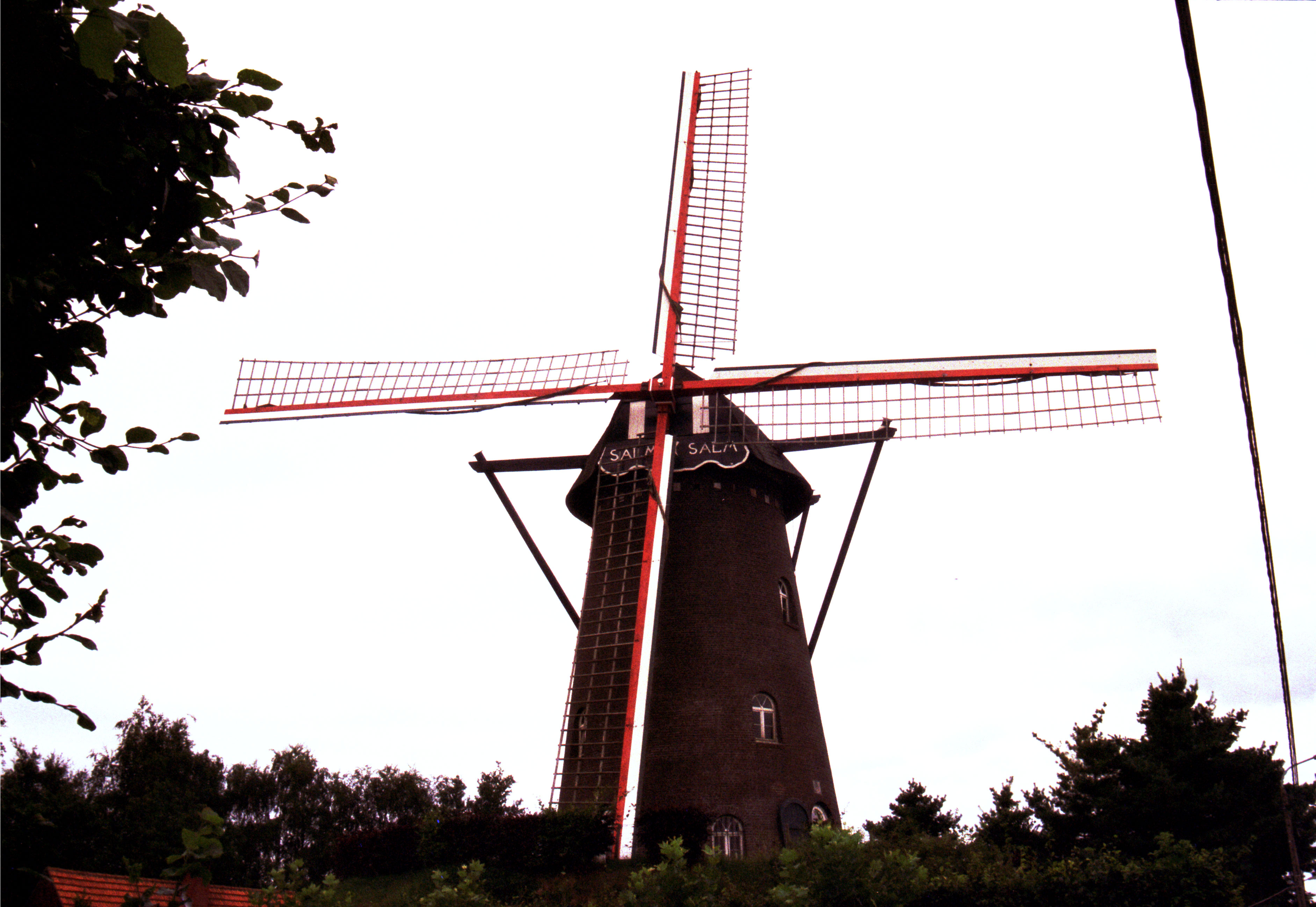
De molen in Meerle

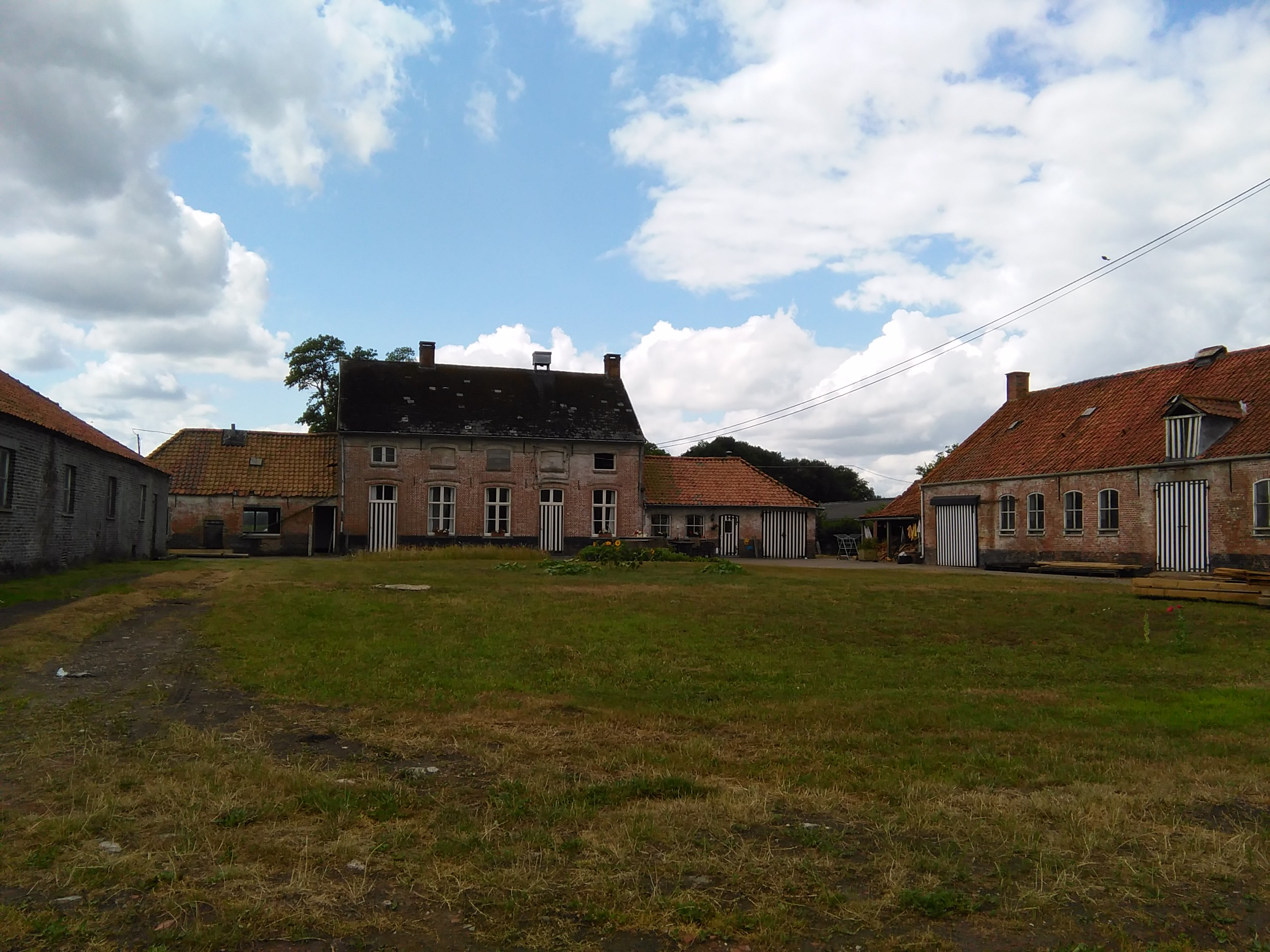
Hoeve 'De Vondelstede'

- De Sint-Salvatorkerk is een gotische in baksteen opgetrokken kerk die dateert uit de 15e eeuw. Opmerkelijk is een klein Spaans torentje in de linkerarm van de transept. Het interieur van de kerk bevat drie monumentale altaren, een gebeeldhouwde preekstoel en een orgel. Daarnaast bevindt er zich een mariabeeld dat door de familie Salm-Salm omstreeks de 16e eeuw uit Hanau in Duitsland werd meegebracht en alzo gevrijwaard bleef van de beeldenstorm. De kerk heeft sinds 1970 de status van beschermd erfgoed en de patroonheilige is Sint-Salvador (een aanduiding voor Jezus Christus als verlosser).
- Het voormalige meisjesweeshuis werd omstreeks 1866 gebouwd door de zusters Ursulinen als klooster en herbergde sinds 1909 een weeshuis voor meisjes. De laatste zusters verlieten in juni 1981 het klooster en het dorp.
- Het oude raadhuis met links daarvan de parochiezaal 'Ons Thuis' (1913) en rechts de jongensschool (1880). De bouw van het raadhuis werd aangevat in 1914, maar al snel weer stilgelegd omwille van de Eerste Wereldoorlog, en afgeleverd in 1919. Het herbergde de gemeentelijke administratie tot 1977 toen Meerle fusioneerde met de stad Hoogstraten. De jongensschool werd opgericht door de lokale broeders als reactie op de (naar hun mening) te liberale schoolwet van 1879.
- de Heimeulen, een voormalige korenmolen, werd omstreeks 1840 gebouwd werd door Corneel Mertens. De molen werd in 1952 stilgelegd en bij Koninklijk Besluit van 7 december 1959 beschermd als monument. Hij onderging restauraties omstreeks 1972 en 2006.
- De Molen van Dun, een windmolenrestant
- Jachthuis Sint-Jorisburg werd omstreeks 1880 opgetrokken in opdracht van Georges Dupret en heeft zijn naam te danken aan een beeltenis van de patroonheilige van de schutters boven de voordeur. Het gebouw werd tijdens de Eerste Wereldoorlog gebruikt als hoofdkwartier door de Duitsers en tijdens de Tweede Wereldoorlog weerom maar dan door Canadezen. Voormelde Georges Dupret was kolonel der gewapende weerstandsbeweging 'Kempisch Legioen' en voerde het commando van het luchtafweergeschut te Brecht.
- De melkerij werd opgetrokken in 1901 en omstreeks 1945 werd daar een kaasmakerij aan toegevoegd. Directeurs waren, vanaf 1919 tot de aansluiting bij Inza in 1974, Henri en August De Smedt. Voor de oprichting van de melkerij fabriceerden de boeren de boter op ambachtelijke wijze op hun hoeves (boerenboter).
- Villa 'Den Rooy' werd midden 19e eeuw gebouwd in opdracht van de Gentse nijveraar J.B. Voortman. Deze was naar de Kempen gekomen om de woeste gronden vruchtbaar te maken en te ontginnen.
- Kasteel Lembeeck werd gebouwd in 1905 als jachthuis van Willem Voortman.
- Hoeve 'De Vondelstede' die werd opgericht als modelhoeve door Ed. Jacquemyns omstreeks 1853.
- Kunstwerk Jan Geerts(2006)op het dorpsplein (figuratieve verwijzing naar St.Salvatorkerk en het Raadshuis)
- Sint-Bernarduskapel, gelegen op de grens met Nederland bij Ulicoten

## Natuur en landschap
Meerle ligt in de Noorderkempen ten oosten van de vallei van de Mark. De hoogte bedraagt 15-18 meter. Natuurgebieden zijn onder meer: De Elsakker en Den Rooy/Smisselbergen.

## Demografische ontwikkeling
- Bronnen:NIS, Opm:1806 tot en met 1970=volkstellingen; 1976 = inwoneraantal op 31 december

## Politiek

### Geschiedenis

#### Lijst van burgemeesters
| Tijdspanne | Tijdspanne  | Burgemeester                |
| ---------- | ----------- | --------------------------- |
|            | 1800 - 1813 | Christianus Hubert Schrickx |
|            | 1813 - 1818 | Marcel Van den Broeck       |
|            | 1818 - 1842 | Christianus Schrickx        |
|            | 1842 - 1843 | Henricus Koyen (waarnemend) |
|            | 1843 - 1848 | Cornelius Van Dun           |
|            | 1848 - 1856 | Joannes Dam                 |
|            | 1856 - 1858 | Henricus Smits (waarnemend) |
|            | 1858 - 1860 | J. Huybrechts               |
|            | 1860 - 1871 | Christianus Schrickx        |

| Tijdspanne | Tijdspanne  | Burgemeester                           |
| ---------- | ----------- | -------------------------------------- |
|            | 1871 - 1882 | Jan Baptist Jansen                     |
|            | 1882 - 1890 | Gerard Van der Zanden                  |
|            | 1891 - 1926 | Lodewijk Van Nueten (Kath. Partij)     |
|            | 1926 - 1941 | Frans Jespers (UCB)                    |
|            | 1940 - 1941 | Paul Aloïs Rommens (waarnemend)        |
|            | 1941 - 1944 | Adrien Glenisson (oorlogsburgemeester) |
|            | 1944 - 1946 | Frans Backx (waarnemend)               |
|            | 1946 - 1976 | Adrien Glenisson                       |

Bron: Leunen, M. (1982) De Noordhoek. Retie: De Kempische Boekhandel

## Bekende inwoners
Bekende personen die geboren of woonachtig zijn of waren in Meerle of een andere significante band met het dorp hebben:
- Charles van Rysselberghe (1850-1920), architect
- Jozef Rommens (1880 - 1961), politicus
- Jozef Jespers (1895 - 1967), politicus
- Jef van der Heyden (1926 - 2011), Nederlands filmregisseur en schrijver
- Guillaume Van Tongerloo (1933), wielrenner
- Georges Dupret, kolonel van de gewapende weerstandsbeweging 'Kempisch Legioen' en commandovoerder van het luchtafweergeschut te Brecht.
- Servais Knaven (1971) Nederlands ploegleider team ineos en voormalig wielrenner . Winnaar Parijs-Roubaix 2001.
- Martinus Wolf (1964) pianist/componist

## Nabijgelegen kernen
Meersel-Dreef, Chaam, Ulicoten, Minderhout, Meer